# The Polish Journal of Aesthetics
The Polish Journal of Aesthetics – kwartalnik filozoficzno-estetyczny. Do końca 2017 roku funkcjonował pod nazwą Estetyka i Krytyka.

## Historia
Początki czasopisma sięgają 2000 roku. Leszek Sosnowski wystąpił wtedy z pomysłem założenia czasopisma filozoficzno-estetycznego. Jego ideę podjęli Franciszek Chmielowski, Piotr Mróz, Andrzej Nowak oraz Andrzej Warmiński. Czasopismo nawiązuje do interdyscyplinarnego charakteru wydawanej na początku lat sześćdziesiątych Estetyki, a następnie Studiów Estetycznych. Doprowadziło to do powstania periodyku, którego profil tematyczny wyrażało hasło: estetyka i krytyka.
Autorzy projektu, przyjmując tak szeroką formułę, pozostawali w obszarze akademickiego świata filozofii i równocześnie wyrażali przekonanie o konieczności otwarcia łamów pisma na sztukę samą, wyrażaną w różnych postaciach przez artystów, krytyków oraz jej teoretyków.
Czasopismo działało pod nazwą Estetyka i Krytyka do 2017 roku. Od stycznia 2018 roku przyjęło nazwę The Polish Journal of Aesthetics.
Na przestrzeni lat w redakcji czasopisma działali między innymi: Franciszek Chmielowski, Piotr Mróz, Andrzej Nowak, Janusz Krupiński, Józef Tarnowski, Andrzej Warmiński, Paulina Tendera oraz Anna Kłonkowska.
Od kilku lat czasopismo funkcjonuje w zasięgu międzynarodowym. Publikowane są tomy tematyczne w języku angielskim, przygotowywane we współpracy z badaczami z całego świata. Rada Naukowa (której przewodniczy prof. dr hab. Władysław Stróżewski) czasopisma jest systematycznie poszerzana, a lista recenzentów obejmuje cenionych na arenie międzynarodowej naukowców. Rozwój czasopisma obejmuje także jego obecność w kolejnych, międzynarodowych bazach indeksujących.

## Redakcja
Leszek Sosnowski (redaktor naczelny), Dominika Czakon (zastępczyni red. naczelnego), Natalia Anna Michna (zastępczyni red. naczelnego), Anna Kuchta (sekretarz redakcji), Klaudia Adamowicz, Marcin Lubecki, Miłosz Markiewicz, Adrian Mróz.